# American Theocracy
La Teocracia americana: El peligro y política de la religión radical, el petróleo y el dinero prestado en el siglo XXI (American Theocracy: The Peril and Politics of Radical Religion, Oil, and Borrowed Money in the 21st Century. ISBN 0-670-03486-X) , es un libro político de 2005 escrito por Kevin Phillips.
El libro es una áspera crítica a los pasados cuarenta años de la coalición republicana en la política estadounidense. Presenta una visión de pesadilla del extremismo ideológico, su irresponsabilidad fiscal catastrófica, su codicia rampante y su peligrosa visión corta de miras" según New York Times.
El autor puntea en tres temas que aparecen conjuntamente. En primer lugar el encuentro entre el petróleo y su rol en los eventos económicos y estratégicos americanos y mundiales. Segundo, la coalición entre el Conservadurismo social, el movimiento evangélico y Pentecostales en la coalición republicana. Finalmente, en la cultura de la deuda en esta coalición y la en su momento futura y más tarde existente burbuja de la deuda, relacionada con la deuda del gobierno y los consumidores norteamericanos. 
Kevin Phillips argumenta con hechos históricos, ya que en el pasado existieron temas similares, cuando el imperio romano o el británico cayeron por sus debilidades y desórdenes.
Mientras el autor trabajaba como estratega en la campaña presidencial de Richard Nixon escribió el libro "The Emerging Republican Majority". En él predecía la formación de esta coalición y que ahora critica en su American Theocracy, donde admite que mientras esas "mutaciones", como él las llama, podían predecirse, no podían preverse hasta donde llegarían sus consecuencias, que conseguirían desarrollarse hasta dominar la coalición que él había unido.